# Гражданская журналистика
Гражда́нская журналистика, также называемая партисипативной (англ. participatory journalism), партизанской (англ. guerrilla journalism), уличной (англ. street journalism) и демократической, — разновидность журналистики или форма альтернативных медиа, получившая широкое распространение с развитием Интернета и новых цифровых технологий, которая подразумевает под собой деятельность непрофессиональных авторов. Гражданская журналистика основывается на том, что обычные граждане принимают активное участие в процессе сбора, анализа и распространении информации.
Гражданские журналисты могут как освещать события, которые прошли незамеченными для традиционных СМИ, так и освещать широко обсуждаемые вопросы более детально или предоставлять информацию «из первых уст» (видеозаписи с места события, рассказы очевидцев). Главным образом развитию гражданской журналистики способствуют новые медиа, которые предоставляют своим пользователям «принципиально новые механизмы взаимодействия и интерактивного участия». Благодаря интернету и социальным сетям сегодня гораздо легче распространять информацию, находить интересующие сведения, а также привлекать внимание общественности к определённым проблемам. Нередко сюжеты гражданских журналистов привлекают аудиторию в Интернете, сопоставимую с таковой для крупных традиционных СМИ.
От гражданской журналистики следует отличать «публичную журналистику» и «общественную журналистику», поскольку ими занимаются профессиональные журналисты. Отличается также «совместная журналистика», которую осуществляют профессиональные и непрофессиональные журналисты, работающие вместе. При этом социальная журналистика представляет собой электронное издание, объединяющее профессиональных и непрофессиональных журналистов.

## История
Понятие «гражданская журналистика» пришло из США, где это явление закреплено в двух разных лексических единицах: «civic journalism» и «citizen jourmalism». Понятие Сіvic journalism появилось также за некоторое время до Интернета и означает профессиональную журналистику, направленную на развитие гражданской активности читателей и вовлечение их в публичную жизнь; одновременно это связано с участием читателей в реализации редакционных проектов. Здесь субъект деятельности — профессиональный журналист. Citizen jourmalism подразумевает деятельность авторов-непрофессионалов, осуществляемую в блогах, социальных сетях, через так называемый микроблогинг, а также посредством сервисов традиционных СМИ. В данном случае субъектом деятельности являются сами граждане.
Как о значимом явлении о гражданской журналистике стали говорить в середине 2000-х годов именно в связи с распространением и усилением влияния на мировое сообщество блогосферы, которая позволяет использовать чужие фото, видео и аудио с указанием на авторство, а также выкладывать свой оригинальный материал. Важную роль здесь сыграл технический прогресс, благодаря которому сегодня каждый владелец мобильного устройства и компьютера может стать частью информационного пространства. Где бы человек не находился, он может запечатлеть на камеру или телефон какое-то важное событие, а потом поделиться своим оригинальным контентом в Интернете.
В рунете гражданская журналистика начала активно развиваться с середины 2000-х, когда появился такой блого-сервис как Livejournal.
Одним из прародителей гражданской журналистики иногда называют Запрудера Абрахама, американского бизнесмена, который запечатлел убийство президента США Джона Кеннеди.
С появлением Всемирной паутины любой человек получил возможность создавать доступный всем контент в Интернете. И уже в 1999 году группа активистов запускает Indymedia — информационную сеть, основанную на принципах гражданской журналистики. Появление этого ресурса связано с акцией против ВТО в Сиэтле, которая не получила должного освещения в СМИ. Когда традиционные медиа поверхностно осветили эту тему, не раскрыв должным образом суть событий, активисты решили, что им нужен свой ресурс распространения информации. Создание этого сайта стало примером для других людей, и новые информационные сайты, организованные обычными гражданами, стали появляться в сети.
Следующим важным моментом в истории развития гражданской журналистики стали события 9/11. Если до этого в своих блогах люди в основном рассказывали о своем мнении относительно какого-то события, то после террористической атаки 11 сентября многие граждане стали активно делиться новой информацией. Очевидцы выкладывали в сеть свои истории, загружали видео и фотографии, дополняя картину происходящего.

## Примеры
Твиттер — один из ключевых инструментов гражданской журналистики. Так, например, о смерти Уитни Хьюстон стало известно из Твиттера за час до того, как традиционные СМИ подхватили эту новость.
Об убийстве Усама бен Ладена также стало известно через Твиттер за день до того, как Барак Обама выступил с официальным объявлением об этом.
Также при освещении взрывов на Бостонском марафоне традиционные СМИ широко использовали данные, предоставленные гражданскими журналистами с места событий.
Гражданская журналистика сыграла заметную роль при освещении событий Арабской весны.

## Критика
Однако впоследствии стало понятно, что неподготовленные специально блогеры, эпизодически производящие значимые материалы, не могут системно заменить собой полноценные СМИ. Тем не менее, можно сделать вывод, что внимание к блогосфере велико, и эти виды журналистики дополняют друг друга, так как преимущества одной восполняют недостатки другой, и наоборот. И хоть гражданская журналистика дает людям возможность получать большое количество информации из первых уст, не все считают это явление положительным.
В 2019 году Дмитрий Косырев в «Огоньке» раскритиковал гражданскую журналистику:

Журналист или учитель — это человек, что-то знающий и рассказывающий тем, кто не знает: абсолютно не демократическая штука, а только так — сверху вниз. Поэтому эти СМИ и вызывали доверие, что в них работали люди особо ценные, знающие и подготовленные. А кризис произошел всего-то, когда обрушилась модель более позднего времени, предполагавшая, что СМИ могут ещё и сами себя финансировать. Стало меньше денег — начали суетиться и подрывать доверие, роняя свое высокое звание людей, несущих знание
Гражданскую журналистику критикуют за непрофессионализм и за необъективность.

### Непрофессионально
Многие профессиональные журналисты считают, что гражданской журналистике не хватает профессиональной подготовки. Любители не всегда могут правильно соединить факты, а также они не руководствуются принципами этики журналистики.
Гражданская журналистика не является профессиональной деятельностью. Её можно определить как активное участие аудитории в процессе сбора, анализа и распространения новостей и информации. По мнению группы американских исследователей, целью такого участия аудитории в журналистской деятельности является предоставление независимой, надежной, точной, полной и актуальной информации в соответствии с требованиями демократического общества. Как правило, дохода от своих занятий люди, занимающиеся «гражданской журналистикой» не получают. На их новостях могут заработать владельцы интернет-порталов, где размещаются репортажи «гражданских журналистов», а сами «гражданские журналисты» довольствуются лишь славой и рейтингами посещаемости.

### Необъективно
Зачастую гражданская журналистика — это повествование от первого лица, репортаж «глазами очевидца». Такая особенность гражданской журналистики определяет субъективный характер предоставляемого материала, в то время как в профессиональной журналистике одним из важнейших критериев качества является объективность предоставляемой информации.
Однако, сегодня все большее количество информационных изданий отходят от принципа объективности в статьях и начинаю выражать свое мнение. Причина этому заключается в том, что живые тексты, отражающие какую-то позицию, более популярны у аудитории. Поэтому, чтобы сохранить читателей, некоторые журналисты поддерживают данную тенденцию.

## Роль в обществе
Сегодня обычные граждане играют огромную роль в освещении событий. Благодаря развитию гражданской журналистики они стали активными участниками в процессе сбора, анализа и распространении важной для общества информации, помогая заполнить пробелы и всесторонне осветить проблему. 
Ещё в 2006 году в интернете насчитывалось всего около 3 миллионов блогов, а к 2013 году эта цифра достигла 152 миллионов. Параллельно с усиливающейся активностью граждан в интернет пространстве исследователи отмечают, что с каждым годом влияние традиционных СМИ уменьшается. Так, 71 % американцев в возрасте от 18 до 29 сегодня называют главным источником информации интернет. Также все больше людей признаются в том, что узнают новости из Facebook.
Многие новостные ресурсы уже осознали, какие широкие возможности предоставляет гражданская журналистика. Так Al Jazeera и BBC News в своих репортажах и статьях уже давно используют пользовательский контент, предоставляющий информацию из первых уст.
Одновременно с развитием взаимосвязи между гражданской журналистикой и профессиональной, сегодня появляются специализированные платформы, где обычные граждане могут делиться важной информацией, фотографиями и видеозаписями с места событий.
Примером такой платформы является Stringwire — бесплатное мобильное приложение, разработанное NBC News Digital. Данная программа позволяет людям делиться видео-трансляцией с мест событий, а также предлагает им стать citizen stringers (сотрудничающими с изданием гражданскими журналистами) и дать NBC Universal право использовать на безвозмездной основе их оригинальный контент.
Другие информационные ресурсы как CNN и Associated Press тоже используют возможности гражданской журналистики. iReport дает людям возможность загружать их истории, которые потом могут быть опубликованы на CNN. Associated Press работает в партнерстве с Bambuser, социальной сетью, которая позволяет вести прямую трансляцию с телефона. 
Гражданская журналистика, не только позволяет заполнить пробелы информации и более полно осветить картину происходящего, но и дает обычным людям возможность говорить и быть услышанными, поднимать вопросы, которые они считают важными, но которые не освещаются традиционными СМИ.
Некоторые платформы гражданской журналистики принимают людей в штат и работают полностью или частично за пожертвования; такой моделью пользуется издание Krautreporter.